# 聰明的漢斯

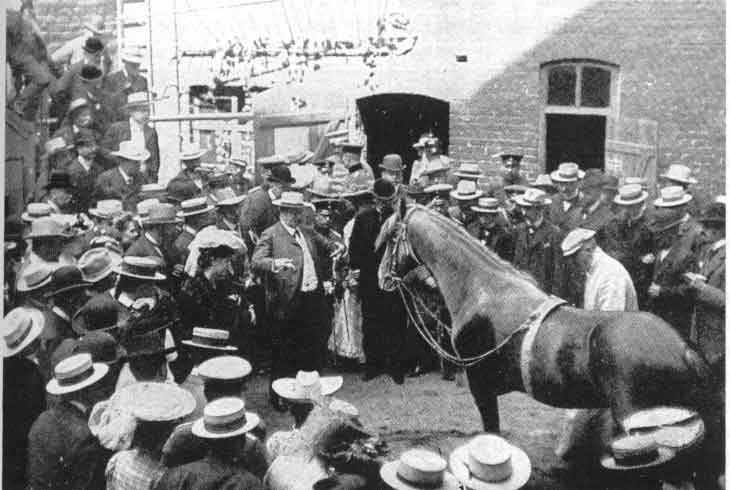
聰明的漢斯在1904年的表演

聰明的漢斯（英語：Clever Hans）是1900年代左右活躍的一頭馬匹，據稱能夠表演四則運算和其它智力任務。在1907年的正式調查之後，心理學家奥斯卡·丰斯特證實這匹馬實際上並未執行這些心智任務，而是觀察了訓練者的反應。他在研究方法上發現了這一假象，發現人類訓練者的身體語言會不自覺發出暗示，馬是對這種暗示作出直接反應，而訓練者卻對此毫無察覺。為了紀念芬斯特的研究，這一反常的假象後來被稱為「聰明的漢斯效應」，這種效應一直是觀察者期望效應和後來動物認知研究的重要知識。芬斯特是德國哲學家和心理學家卡爾·斯圖姆夫的助手，斯圖姆夫將漢斯的經驗納入其更深入的動物心理學工作以及現象學思想之中。